# Bandy i Tjeckien
Bandy i Tjeckien skiljde sig en del från traditionell bandy.

## Historia
Ett spel som kallades bandy-hockey (bandy-hokej) började på 1890-talet spelas i det som senare skulle bli Tjeckoslovakien. Det spelades på gräs sommartid och på is vintertid och verkar ha varit en blandning mellan bandy och landhockey. 
På sidan 60 i Idrottsboken 1949 står: "Förhandlingarna med ryssarna, som upptogs 1946-47, synes dock ha råkat i dödläge, och förhoppningarna på en »körare» nedåt kontinenten - tjeckerna visade stort intresse för något år sedan - är inte heller så ljusa. Man hade räknat med ett svenskt-tjeckiskt matchutbyte redan vintern 1948-49, och på svensk sida har man bara väntat på en officiell inbjudan. Ännu vid årsskiftet hade en dylik inte hörts av, varför det hela nog få bero tillsvidare, åtminstone tills den nya politiska regimen i Tjeckoslovakien hunnit stabiliseras en smula."
Sedan början av 1980-talet har försök gjorts att introducera bandy, även om framgångarna med detta då inte var särskilt stora.

## Nutid
Den 6 januari 2014 spelades ett inofficiellt Bandy-EM i Davos, Schweiz för att fira 100-årsjubileet av Europamästerskapet i bandy 1913. Tjeckien var ett av de länder som deltog och mötte Ungern, Nederländerna och Tyskland. Matcherna spelades på Eisstadion Davos i Davos. I maj 2015 spelades det första nationella rinkbandymästerskapet (Extraliga rinkbandy České republiky). Segrare blev BC Prague Kangaroos. I september 2015 introducerades en årlig internationell rinkbandyturnering i Nymburk. I samband med 2017 års upplaga, stod det klart att Federation of International Bandy ska göra den officiell.